# アンオーソドックス
『アンオーソドックス』（原題: Unorthodox）は、2020年のアメリカ合衆国・ドイツ合作のテレビドラマシリーズ。デボラ・フェルドマンの2012年の自叙伝『Unorthodox』を基にしており、見合いで結婚した夫との生活を捨て、ニューヨークからベルリンに渡ったユダヤ人女性を描く。全4話のリミテッドシリーズで、Netflixが2020年3月に全世界で配信した。Netflix初のイディッシュ語を中心とした作品である。

## あらすじ
厳格なユダヤ教超正統派（ウルトラオーソドックス）の女性エスティ（シラ・ハース）は、ニューヨークで見合い結婚した夫から逃れベルリンに移住する。新しい生活を始めたエスティだったが、そこに追っ手の影が忍び寄る。

## キャスト
エスティ
演 - シラ・ハース
ヤンキー
演 - アミット・ラハヴ
モイシェ
演 - ジェフ・ウィルブッシュ
リア
演 - アレックス・リード
Malka Schwartz
演 - ロニット・アシェリ
Mordechai Schwartz
演 - ゲラ・サンドラー
Esty's grandmother ("Bubbe")
演 - ディナ・ドロン
Robert
演 - アーロン・アルタラス
Yael Roubeni
演 - タマル・アミット＝ヨセフ
Salim
演 - アジズ・ディアブ
Zeidy
演 - ダヴィド・マンデルバウン
Miriam Shapiro
演 - デリア・マイヤー
Mike
演 - フェリックス・マイヤー
Rabbi Yossele
演 - イーライ・ローゼン
Dasia
演 - サフィナズ・サッタル
Axmed
演 - ラングストン・ウイベル
Nina Decker
演 - イザベル・シュノスニッヒ
Vivian Dropkin
演 - ローラ・ベックナー
Symcha Shapiro
演 - ハーヴェイ・フリードマン
Igor
演 - レン・クドリアヴィツキ
Karim Nuri
演 - ユーセフ・スウェイド

## エピソード
| 通算 話数 | タイトル           | 監督           | 脚本                         | 公開日        |
| --------- | ------------------ | -------------- | ---------------------------- | ------------- |
| 1         | "パート1" "Part 1" | Maria Schrader | Anna Winger                  | 2020年3月26日 |
| 2         | "パート2" "Part 2" | Maria Schrader | Alexa Karolinski Anna Winger | 2020年3月26日 |
| 3         | "パート3" "Part 3" | Maria Schrader | Anna Winger Alexa Karolinski | 2020年3月26日 |
| 4         | "パート4" "Part 4" | Maria Schrader | Alexa Karolinski Anna Winger | 2020年3月26日 |

## 製作
原作者のデボラ・フェルドマンが脚本家のアンナ・ヴィンガーとアレクサ・カロリンスキに、自伝のテレビシリーズ化を持ちかけプロジェクトがスタートした。2人がこのプロジェクトを引き受けたのは、物語が特にドイツでユダヤ人であることの難しさなど、いくつかのテーマに共通の関心を抱いたからだった。
本作は、イディッシュ語を使用した初のNetflixシリーズとなった。俳優でイディッシュ語の専門家であるイーライ・ローゼンは台本の翻訳、演出のアドバイス、出演者の指導を務め、自身もラビとして出演した。

## 評価

### 批評
本作は批評家から高い評価を受けている。映画批評集積サイトのRotten Tomatoesには41件のレビューがあり、批評家支持率は95%、平均点は10点満点で8.09点となっている。また、Metacriticには11件のレビューがあり、加重平均値は85/100となっている。